# 梶原大晖
梶原大暉（日语：／ Kajiwara Daiki，2001年11月13日—），日本男子羽毛球运动员。他曾代表日本参加2020年夏季残疾人奥林匹克运动会羽毛球比赛，获得一枚金牌和一枚铜牌。